# Відкрита ІТ-система
Відкрита система — це система, яка реалізує відкриті специфікації на інтерфейси, сервіси (послуги середовища) і підтримувані формати даних, достатні для того, щоб дати можливість належним чином розробленому прикладному програмному забезпеченню бути переносимим в широкому діапазоні систем з мінімальними змінами, взаємодіяти з іншими застосуваннями на локальних і віддалених системах, і взаємодіяти з користувачами в стилі, який полегшує перехід користувачів від системи до системи
Під відкритою специфікацією у визначенні POSIX розуміється загальнодоступна специфікація, яка підтримується відкритим, явним погоджувальним процесом, направленим на пристосування нової технології до її застосування, і яка узгоджується із стандартами.
Основні властивості відкритих систем:
- Розширюваність
- Масштабованість
- Переносимість застосунків, даних і персоналу.
- Інтероперабельність застосунків і систем
- Здатність до інтеграції
- висока готовність